# ويليام جاكوبس (كاتب)
ويليام جاكوبس (بالإنجليزية: William Jacobs)‏ هو كاتب أمريكي، ولد في 31 أكتوبر 1887 في شيكاغو في الولايات المتحدة، وتوفي في 30 سبتمبر 1953 في بيفرلي هيلز في الولايات المتحدة.

## وصلات خارجية
- ويليام جاكوبس على موقع IMDb (الإنجليزية)
- ويليام جاكوبس على موقع قاعدة بيانات الفيلم (الإنجليزية)